# Morgellons
Morgellons (англоязычные синонимы: Morgellons disease; unexplained dermopathy; в русскоязычных СМИ распространена некорректная калька «болезнь Моргеллонов») — название потенциального заболевания — дермопатии, предложенное в 2002 году. Больные жалуются, что по их коже ползают и кусаются насекомые или черви, а также утверждают, что находят у себя под кожей некие волокна. Большинство специалистов, включая дерматологов и психиатров, считают Morgellons проявлениями известных заболеваний, как дерматит, или дерматозойного бреда.
В январе 2012 года специалисты Центров по контролю заболеваний опубликовали результаты многолетних исследований, в конце которых установили, что никаких болезнетворных организмов у пациентов с Morgellons не присутствует, а волокна и нити, которые демонстрируют пациенты, являются волокнами одежды. Ощущения пациентов, скорее всего, психогенной природы.